# Олівейренсе (футбольний клуб)
«Олівейренсе» (порт. União Desportiva Oliveirense) — португальський футбольний клуб з міста Олівейра-де-Аземейш, заснований 1922 року. Виступає у Сегунда-Лізі Португалії. Домашні матчі проводить на стадіоні «Карлош Осоріу», який вміщує 4 000 глядачів.

## Історія
Футбольний клуб «Олівейренсе» було створено 25 жовтня 1922 року. Через два роки клуб став одним із засновників Футбольної асоціації Авейру 22 вересня 1924 року. Новостворена асоціація почала проводити свій чемпіонат, в якому «Олівейренсе» став переможцем в сезоні 1945-46. В цьому ж сезоні команда грала і в Прімейра-Лізі, але зайняла останнє місце і покинула дивізіон. То був перший і останній раз, коли «Олівейренсе» виступав у вищому дивізіоні Португалії.
Наступні декілька десятиліть «Олівейренсе» виступав в регіональних лігах. Протягом одного сезону 2001-02 клуб грав в Сегунда-Лізі. Наступного разу до Сегунди команда потрапила в сезоні 2008-09 і з тих пір не покидала її. В сезоні 2011-12 клуб досяг свого найбільшого успіху в Кубку Португалії, дійшовши до півфіналу, де програв «Академіці».